# CSMD1
CSMD1‏ (CUB and Sushi multiple domains 1) هوَ بروتين يُشَفر بواسطة جين CSMD1 في الإنسان.